# Pawnee City
Pawnee City es una ciudad ubicada en el condado de Pawnee en el estado estadounidense de Nebraska. En el Censo de 2010 tenía una población de 878 habitantes y una densidad poblacional de 281,33 personas por km².

## Geografía
Pawnee City se encuentra ubicada en las coordenadas 40°6′38″N 96°9′11″O / 40.11056, -96.15306. Según la Oficina del Censo de los Estados Unidos, Pawnee City tiene una superficie total de 3.12 km², de la cual 3.12 km² corresponden a tierra firme y (0%) 0 km² es agua.

## Demografía
Según el censo de 2010, había 878 personas residiendo en Pawnee City. La densidad de población era de 281,33 hab./km². De los 878 habitantes, Pawnee City estaba compuesto por el 96.92% blancos, el 0.23% eran afroamericanos, el 0.34% eran amerindios, el 0.23% eran asiáticos, el 0% eran isleños del Pacífico, el 0.34% eran de otras razas y el 1.94% pertenecían a dos o más razas. Del total de la población el 2.05% eran hispanos o latinos de cualquier raza.